# Jarosty
Jarosty – wieś w Polsce położona w województwie łódzkim, w powiecie piotrkowskim, w gminie Moszczenica.
W latach 1954–1972 wieś należała i była siedzibą władz gromady Jarosty. W latach 1975–1998 miejscowość administracyjnie należała do województwa piotrkowskiego. 
Przez miejscowość przepływa struga Rakówka.
W Jarostach zlokalizowano Centrum Dystrybucji IKEA. Obsługuje ono 27 lokalizacji IKEA w 10 krajach europejskich: Polsce, Czechach, Słowacji, Litwie, Łotwie, Rumunii, Bułgarii, Serbii, Chorwacji i Węgrzech. W miejscowości działa także Huta Szkła Gospodarczego.
W Jarostach znajduje się stary cmentarz ewangelicki.